# Маслово (Одинцовский район)
Ма́слово - деревня в Одинцовском районе Московской области, расположенная на Ильинском шоссе. Входит в состав муниципального образования «сельское поселение Успенское».

## История
Своё название эта небольшая деревушка получила по фамилии звенигородских детей боярских Масловых, упоминающихся в одном из актов первой половины XVI в. Тогда они служили у митрополитов "всея Руси" в незначительных должностях подьячих и ключников.
По "Экономическим примечаниям" конца XVIII в. деревней Маслово вместе с селом Уборы владели граф Федор Григорьевич Орлов, Николай Владимирович Шереметев и его сестра Наталья Владимировна. В 4 дворах проживало 32 мужчины и 30 женщин.
Сведения 1852 г. зафиксировали Маслово из пяти дворов, в которых было 26 душ мужского и 32 женского пола, во владении генеральши Софьи Сергеевны Бибиковой. Спустя три десятилетия здесь проживало 88 человек.
Согласно переписи 1926 г., в Маслово имелось 29 крестьянских хозяйств и 158 жителей. Отмечена лакировочная мастерская.
В 1941 году деревня на короткое время была занята немцами. 3 декабря в неё вошёл 3-й батальон 173-го пехотного полка 87-й пехотной дивизии. Во второй половине дня 4 декабря Маслово было освобождено от захватчиков.
Через шесть десятилетий, по данным 1989 г., на 17 хозяйств деревни приходилось 28 постоянных жителей.

## Население
| 2002 | 2006 | 2010 |
| ---- | ---- | ---- |
| 27   | →27  | ↗72  |